# Uetendorf
Uetendorf je obec ve Švýcarském kantonu Bern, okrese Thun. Žije zde přibližně 5 900 obyvatel.

## Geografie
Obec leží na úpatí morénové stěny mezi pramenem řeky Gürbe a širokou rovinou údolí Aary nedaleko města Thuna protéká jí potok Glütschbach.
K obci patří následující vesnice a osady: Uetendorf-Allmend, Chandermatte, Gibliz, Uetendorfberg, Buchshalten, Willerüti, Dorf, Berg a Guet.
Sousedními obcemi jsou Thun, Thierachern, Steffisburg, Heimberg, Uttigen, Forst-Längenbühl, Gurzelen, Kirchdorf a Seftigen.

## Historie
První zmínka o Uetendorfu pochází z roku 994, kdy německý král Ota III. daroval vesnici Oudendorf klášteru Selz v Alsasku. V roce 1370 byl tento statek pravděpodobně sídlem pánů z Uetendorfu, připomínaných v letech 1232–1437, kteří zasedali v bernské radě. V roce 1370 získal statek a dvůr thunský občan Johann von Zeinigen, který v 15. století přešel na thunský špitál. Po roce 1521 spojila správa thunského špitálu panství Uetendorf (s Längenbühlem) a Uttigen v jednu správu s Uetendorfem jako místem soudní příslušnosti, která zůstala v působnosti okresního soudu v Seftigenu až do roku 1783, kdy se stala součástí úřadu v Thunu. Uetendorf patřil do farnosti Amsoldingen, ale v roce 1578 byl převeden do sousední farnosti Thierachern. Teprve v roce 1955 získala obec Uetendorf vlastní reformovaný kostel. Až do roku 1798 byl Uetendorf pouhým místním názvem a parafrází na panství. Vesnická komunita neměla téměř žádná politická práva. Teprve bernská ústava z roku 1831 učinila z Uetendorfu samostatnou obec.
Zprovoznění Gürbetalské dráhy v roce 1902 s nádražím Dorf a zastávkami Allmend a Selve vedlo k rozvoji nových čtvrtí (včetně Uetendorf-Allmend) na rovině, jejichž obyvatelé pracovali v thunských průmyslových závodech. Železnice Bern-Thun z roku 1859 prochází územím obce bez stanice. Od roku 1971 má Uetendorf dálniční spojení (výpadovka na Heimberg na hranici obce). Založení společnosti Schweizerische Metallwerke Selve AG (zanikla v roce 1993) v roce 1953 vyvolalo příchod dalších průmyslových podniků, mimo jiné strojírenských závodů (brusky, hospodářské stroje, stavba mlýnů), stavebních a inženýrských firem, potravinářského závodu a tiskárny v průmyslových zónách Obere Zelg a Obere Allmend. V obci jsou hojně zastoupeny drobné podniky. Neustálý růst počtu obyvatel od roku 1960 vedl k zahušťování centra obce; při silnici do Thunu vznikla čtvrť Fliederweg. Na počátku 21. století byly obec a její čtvrti příměstské a vyznačovaly se průmyslem a obchodem, zatímco ve výše položených oblastech obce, jako jsou Gibliz, Willenrüti, Uetendorfberg a Buchshalten, zůstalo důležité zemědělství.
Obec byla napojena na čistírnu odpadních vod u Thunského jezera v Uetendorf Allmend, která čistí odpadní vody.

## Obyvatelstvo

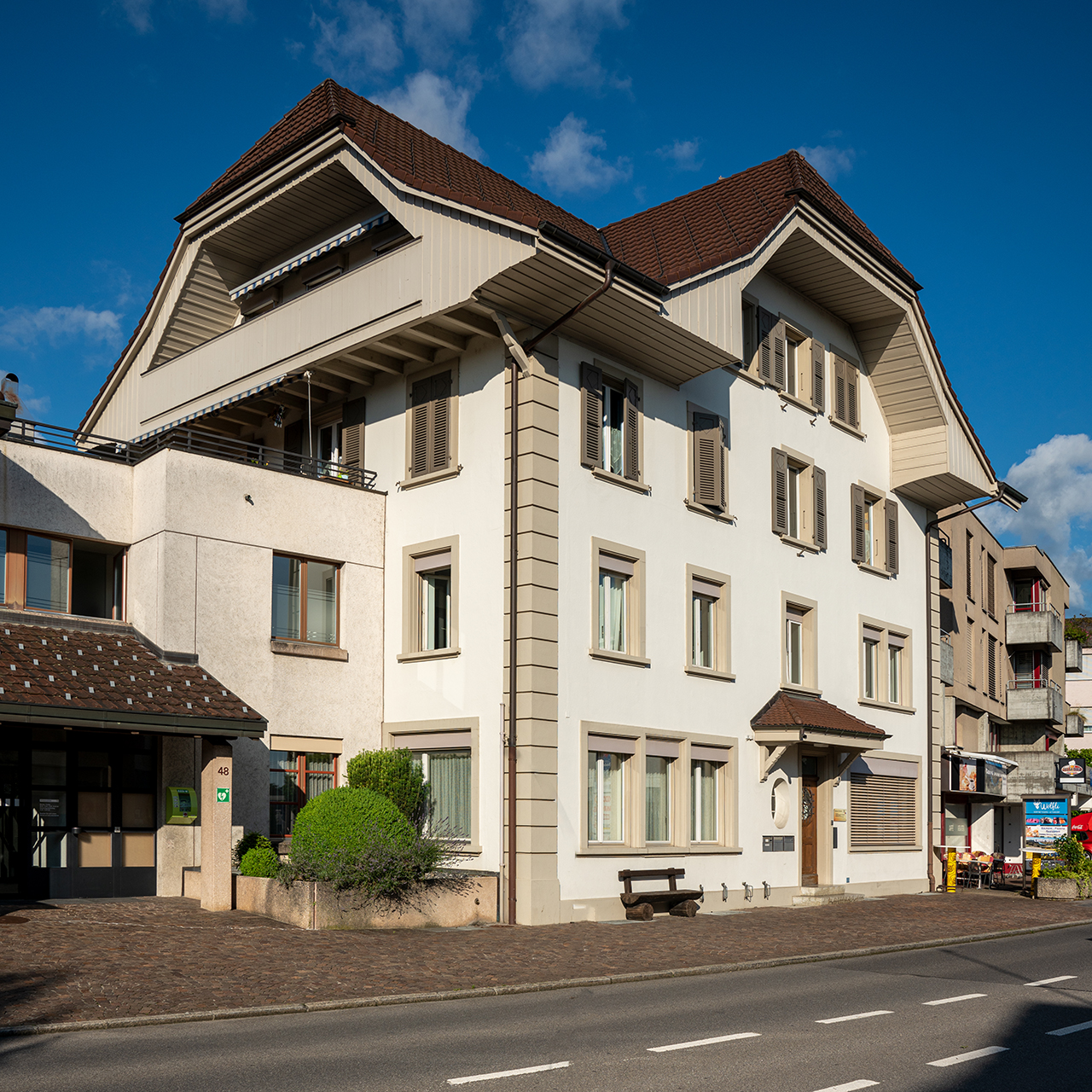
Obecní úřad

| Rok            | 1850 | 1870 | 1900 | 1910 | 1930 | 1950 | 1960 | 1970 | 1980 | 1990 | 2000 | 2010 |
| Počet obyvatel | 1546 | 1568 | 1841 | 2030 | 2046 | 2365 | 2810 | 3132 | 4538 | 5449 | 5702 | 5895 |

## Hospodářství
Zemědělský svaz Uetendorf und Umgebung byl založen v roce 1908 a v roce 1988 se sloučil se Zemědělským svazem Thun und Umgebung do Zemědělského svazu Thun-Uetendorf und Umgebung se sídlem v Uetendorfu. V roce 2000 ji převzalo Zemědělské družstvo Steffisburg, které změnilo název na Landi Thun Genossenschaft se sídlem v Thunu. V roce 2021 převzala společnost Garage Hans Baumgartner AG společnost Landi Thun Genossenschaft.

## Doprava
Obec má dobré dopravní spojení. Leží na hlavní silnici z Thunu do Schwarzenburgu a údolím Gürbetal do Bernu. Nejbližší napojení na dálnici A6 (Bern–Thun) je vzdáleno asi 4 km od centra obce. Dne 14. srpna 1901 byla zprovozněna železnice Gürbetalbahn z Bernu do stanice Burgistein-Wattenwil se stanicí Uetendorf v centru obce.